# Revenge (канадская группа)
Revenge — канадская блэк-метал группа, созданная в 2000 году Джеймсом Ридом после распада его предыдущей группы Conqueror.

## История
После распада канадской war-metal группы Conqueror Джеймс Рид основал новую музыкальную группу Revenge в 2000 году в Эдмонтоне, провинции Альберта. Помимо самого Рида, к группе присоединились Райан Фёрстер (из Conqueror, Blasphemy и Domini Inferi) и Vermin (из Sacramentary Abolishment и Axis of Advance), а также временные музыканты Attacker и Dehumanizer. В 2001 году на лейбле Dark Horizon Records был выпущен мини-альбом Attack.Blood.Revenge, в котором помимо оригинальных песен был записан кавер на песню группы Bathory «War».
В июне 2002 года к группе присоединился Пит Хелмкамп, игравший в проектах Order from Chaos и Angelcorpse. В 2003 году на лейбле Osmose был выпущен первый альбом группы Triumph.Genocide.Antichrist. В 2004 и 2008 годах вышли также ещё два альбома группы, соответствующие жанровой стилистике группы. В 2011 году проект покинул Пит Хелмкамп и был заменён временным музыкантом Haasiophis (Тимоти Грико). В январе 2015 года Revenge приняла участие в туре «Black Metal Warfare» по США, в котором были также задействованы Mayhem и Watain.
Хаотичное блэк-металлическое звучание Revenge представляет собой прямое продолжение направления предыдущей группы Рида. Хотя группу иногда относят к war-metal, коллектив никогда не причислял себя к этому жанру и ассоциировал своё творчество ближе к направлению блэк-метал, «хаотичному блэк-металу» или блэк-дэт-металу. На сегодняшний день группа выпустила шесть полноформатных альбомов. Лирика канадцев исследует, помимо прочего, различные воинствующие темы антирелигиозной и античеловеческой направленности, самовозвеличивания, краха и восстановления человечества. Помимо песен в жанре блэк-метал имеются композиции в стиле грайндкор.

## Состав

### Нынешние участники
- Джеймс Рид — ударные, вокал (2000—н.в.)
- Vermin — гитара, бас, вокал (2002—н.в.)
- Haasiophis — вокал, бас-гитара (2011—н.в.)

### Бывшие участники
- Пит Хелмкамп — бас-гитара, вокал (2002—2011)
- Attacker — бас-гитара (2001—2002)
- Dehumanizer — гитара (2001—2002)

## Дискография

### Студийные альбомы
- Triumph.Genocide.Antichrist (Osmose, 2003)
- Victory.Intolerance.Mastery (Osmose, 2004)
- Infiltration.Downfall.Death (Osmose, 2008)
- Scum.Collapse.Eradication (Nuclear War Now!, Osmose 2012)
- Behold.Total.Rejection (Season of Mist, 2015)
- Strike.Smother.Dehumanize (Season of Mist, 2020)
- Violation.Strife.Abominate (Season Of Mist, 2025)

### EP
- Attack.Blood.Revenge (Dark Horizon, 2001)
- Superion.Command.Destroy (War Hammer, 2002)
- Split 7" with Arkhon Infaustus (Osmose, 2003)
- Retaliation.Doom.Eradication (Nuclear War Now!, 2012)
- Split 7" with Black Witchery (Nuclear War Now!, 2015)
- Deceiver.Diseased.Miasmic (Season of Mist, 2018)